# Plain City (Ohio)
Plain City és una població dels Estats Units a l'estat d'Ohio. Segons el cens del 2000 tenia 2.832 habitants.

## Persones il·lustres
- Howard Barlow (1892-1972), director d'orquestra.

## Demografia
Segons el cens del 2000, Plain City tenia 2.832 habitants, 1.128 habitatges, i 753 famílies. La densitat de població era de 604,1 habitants per km².
Dels 1.128 habitatges en un 36,6% hi vivien nens de menys de 18 anys, en un 51,6% hi vivien parelles casades, en un 10,9% dones solteres, i en un 33,2% no eren unitats familiars. En el 28,3% dels habitatges hi vivien persones soles el 12,1% de les quals corresponia a persones de 65 anys o més que vivien soles. El nombre mitjà de persones vivint en cada habitatge era de 2,51 i el nombre mitjà de persones que vivien en cada família era de 3,1.
Per edats la població es repartia de la següent manera: un 28% tenia menys de 18 anys, un 7,8% entre 18 i 24, un 32,8% entre 25 i 44, un 18,8% de 45 a 60 i un 12,6% 65 anys o més.
L'edat mediana era de 34 anys. Per cada 100 dones de 18 o més anys hi havia 89,4 homes.
La renda mediana per habitatge era de 43.313 $ i la renda mediana per família de 51.007 $. Els homes tenien una renda mediana de 35.382 $ mentre que les dones 23.351 $. La renda per capita de la població era de 20.815 $. Aproximadament el 4,3% de les famílies i el 6,1% de la població estaven per davall del llindar de pobresa.

## Poblacions més properes
El següent diagrama mostra les poblacions més properes.